# Murzyłkowate
Murzyłkowate (Baetidae) – rodzina uskrzydlonych owadów należących do rzędu jętek. Zalicza się do niej około 900 gatunków występujących na całym świecie. Są to jedne z najmniejszych jętek, których imagines często nie przekraczają 10 mm długości (nie licząc cienkich, nitkowatych cerci). Ich skrzydła przednie są duże, z niewielką liczbą delikatnych żyłek. Druga para skrzydeł szczątkowa lub w ogóle nie występuje. Ich naturalnym środowiskiem są obszary wokół spokojnych rzek lub wód stojących. Ich larwy (nimfy) żyją w wodzie i są dobrymi pływakami, żywią się głównie algami.
Obecnie do tej rodziny należą następujące rodzaje:
- Acentrella (Bengtsson, 1912)
- Acerpenna (Waltz and McCafferty, 1987)
- Americabaetis (Kluge, 1992)
- Apobaetis (Day, 1955)
- Baetiella (Ueno, 1931)
- Baetis (Leach, 1815)
- Baetodes (Needham and Murphy, 1924)
- Baetopus (Keffermüller, 1960)
- Barbaetis (Waltz and McCafferty, 1985)
- Callibaetis (Eaton, 1881)
- Camelobaetidius (Demoulin, 1966)
- Centroptilum (Eaton, 1869)
- Cloeodes (Traver, 1938)
- Cloeon (Leach, 1815)
- Diphetor (Waltz and McCafferty, 1987)
- Fallceon (Waltz and McCafferty, 1987)
- Guajirolus (Flowers, 1985)
- Heterocloeon (McDunnough, 1925)
- Iswaeon (McCafferty and Webb, 2005)
- Labiobaetis (Novikova and Kluge, 1987)
- Lugoiops (McCafferty and Baumgardner, 2003)
- Mayobaetis (Waltz and McCafferty, 1985)
- Moribaetis (Waltz and McCafferty, 1985)
- Paracloeodes (Day, 1955)
- Plauditus (Lugo-Ortiz and McCafferty, 1998)
- Procloeon (Bengtsson, 1915)
- Pseudocentroptiloides (Jacob, 1986)
- Pseudocloeon (Klapalek, 1905)
- Varipes (Lugo-Ortiz and McCafferty, 1998)